# Federico Comandini
Federico Comandini (Cesena, 11 agosto 1893 – Roma, 15 marzo 1967) è stato un avvocato e politico italiano, antifascista, deputato al Parlamento, componente del Consiglio superiore della magistratura.

## Biografia

### Estrazione familiare
Federico Comandini nacque in una famiglia di tradizioni repubblicane e risorgimentali. Suo padre Ubaldo era stato eletto deputato a Cesena per quattro legislature, dal 1900 al 1919, per il Partito Repubblicano Italiano e fu, altresì, Ministro senza portafoglio alla Propaganda bellica nel Governo Boselli (1916-1917). Il suo omonimo prozio, Federico Comandini (1815-1893), aveva partecipato ai moti rivoluzionari in Romagna nel 1831, combattuto nel 1849 contro gli austriaci in difesa della Repubblica romana, preso parte ai moti mazziniani nel 1853 e fu poi arrestato, torturato e condannato a prigione perpetua, prima di esser graziato, nel 1865.
Interventista convinto, così come il padre Ubaldo e il fratello Giacomo, si arruolò volontario nella prima guerra mondiale.

### La militanza antifascista e la fondazione del Partito d'Azione
Antifascista sin dall'inizio, Federico Comandini, nel 1925, subì un'aggressione da parte delle squadre fasciste, rimanendo ferito; dopo di ciò, si dedicò principalmente alla professione e agli studi giuridici. Rimase, tuttavia, strettamente sorvegliato e fu inserito nell'apposito elenco dei "sovversivi" del Casellario Politico Centrale.
Negli anni trenta, Comandini strinse contatti con il movimento Giustizia e Libertà dei fratelli Rosselli e di Emilio Lussu. Giustizia e Libertà era una formazione antifascista operativa soprattutto in Francia, con lo scopo di riunire tutte le formazioni non comuniste intenzionate a combattere il regime fascista, cavalcando la pregiudiziale repubblicana. Su impulso delle componenti liberal-socialiste, radical-democratiche e repubblicane, provenienti da Giustizia e Libertà, il 4 giugno 1942, nella casa romana di Federico Comandini rinacque il Partito d'Azione (dal nome dell'omonimo partito mazziniano del 1853); presenti: Ugo La Malfa, Mario Vinciguerra, Edoardo Volterra, Franco Mercurelli, il perugino Vittorio Albasini Scrosati, Alberto Damiani e due persone per l'Italia meridionale e la Sicilia. Aderiranno anche Ferruccio Parri, Riccardo Bauer, Emilio Lussu, Adolfo Omodeo, Vittorio Foa, Leo Valiani, Alberto Tarchiani, Oronzo Reale, Riccardo Lombardi, Francesco De Martino ed altri.
Nei primi mesi del 1943, Comandini fu incarcerato e deferito al Tribunale speciale; liberato dopo il 25 luglio, rappresentò il PdA nel Comitato di Liberazione Nazionale centrale di Roma durante l'occupazione tedesca. Il Partito d'Azione costituì una delle componenti principali della Resistenza italiana.

### Il dopoguerra
Dopo la liberazione, Federico Comandini fu Presidente dell'Ordine degli Avvocati di Roma, carica che occupò sino al 1948. In rappresentanza degli avvocati, nel 1945, fu nominato alla Consulta nazionale. Nel novembre 1946 fu eletto consigliere comunale di Roma, nelle liste del Blocco del Popolo, in un'assemblea che fu sciolta dopo pochissime settimane, non essendo riuscita a eleggere una Giunta comunale politicamente omogenea.
Con lo scioglimento del Partito d'Azione (20 ottobre 1947), Comandini abbandonò temporaneamente la scena politica, preferendo dedicarsi alla carriera forense.

### L'esperienza di Unità Popolare
Comandini rientrò nella politica attiva all'inizio del 1953, aderendo al movimento di Unità Popolare, una formazione laica costituitasi alla vigilia delle elezioni politiche per la II legislatura, per protesta contro l'approvazione della legge maggioritaria (cosiddetta “Legge truffa”). Nel nuovo movimento politico, ritrovò l'antico compagno di partito Ferruccio Parri – che era transitato per il Partito Repubblicano – ed altre personalità laiche come Piero Calamandrei, Arturo Carlo Jemolo, Bruno Zevi e Tristano Codignola; fece parte del Comitato centrale del partito e dello speciale comitato incaricato di esaminare il problema della “difesa delle libertà minacciate”.
Pur conseguendo appena lo 0,6% dei suffragi e senza eleggere alcun rappresentante al Parlamento, i consensi di Unità Popolare furono decisivi per impedire ai partiti della coalizione governativa di raggiungere il quorum del premio di maggioranza. Nel 1956, Comandini fu eletto ancora al Consiglio comunale di Roma. Il movimento di Unità Popolare si sciolse nell'aprile del 1957.

### Deputato socialista e membro del CSM
Alle elezioni politiche per la III legislatura (1958), Federico Comandini si presentò nelle liste del Partito Socialista Italiano e fu eletto nella circoscrizione del Lazio. Fu membro della Commissione giustizia e, dal 1962 al 1963, della commissione speciale per l'esame del disegno di legge sulla nazionalizzazione dell'energia elettrica. Allo scadere del quinquennio preferì non ripresentarsi; fu, però, eletto dal Parlamento in seduta comune, componente del Consiglio superiore della magistratura (ottobre 1963). Fu colto da un malore proprio mentre stava pronunciando un discorso nell'assemblea di tale organo e, dopo poco, perì.